# 鈴木清剛
鈴木 清剛（すずき せいごう、1970年5月11日 - ）は、日本の小説家。神奈川県出身。

## 経歴
文化服装学院卒業。コム・デ・ギャルソン企画生産部、文化服装学院専任助手教員を経て、1997年、「ラジオデイズ」で第34回文藝賞を受賞し小説家デビュー。
1999年、『ロックンロールミシン』で第12回三島由紀夫賞受賞。2002年、『ロックンロールミシン』が行定勲によって映画化された。

## 作品リスト

### 小説

#### 単行本
- 『ラジオデイズ』（1998年1月、河出書房新社/2000年10月、河出文庫）
- 『ロックンロールミシン』（1998年6月、河出書房新社/2002年5月、新潮文庫[1]）
- 『男の子女の子』（1999年10月、河出書房新社/2002年9月、河出文庫）
- 『消滅飛行機雲』（2001年8月、新潮社/2005年4月、新潮文庫）
  - ひかり東京行き
  - 麦酒店のアイドル
  - 消滅飛行機雲
  - 怪獣アパート103号
  - パーマネントボンボン
  - 人生最良のとき
  - 八月のつぼみ（[2]）
- 『スピログラフ』（2003年8月、新潮社）
  - 初出:『新潮』2003年7月号
- 『バンビの剥製』（2004年6月、講談社）
  - 初出:『群像』2004年3月号
- 『夏と夜と』（2006年8月、角川書店）
  - 初出:『野性時代』2006年1月号-2月号
- 『ワークソング』（2008年7月、小学館/2011年9月、小学館文庫）

### エッセイ
- 『ハーイ!デイズナイト』（2001年5月、河出書房新社/2004年2月、角川文庫）